# Сиборг, Гленн Теодор
Гленн Теодор Сиборг (англ. Glenn Theodore Seaborg; 19 апреля 1912[…], Ишпеминг, Мичиган — 25 февраля 1999[…], Лафейетт, Калифорния) — американский химик и физик-ядерщик. Благодаря его работам окончательно сформировалась новая наука — ядерная химия. Лауреат Нобелевской премии по химии (1951) «За открытия в области химии трансурановых элементов» совместно с Эдвином М. Макмилланом.
Был автором или соавтором открытия десяти элементов таблицы Менделеева: плутония, америция, кюрия, берклия, калифорния, эйнштейния, фермия, менделевия, нобелия, а также элемента 106, который получил название сиборгий в честь Сиборга при его жизни.
Член Национальной академии наук США (1948), иностранный член Академии наук СССР (1971), Лондонского королевского общества (1985).

## Биография

### Происхождение и ранние годы жизни
Глен Сиборг родился 19 апреля 1912 года в Ишпеминге (Мичиган) в семье эмигрантов из Швеции. Отец — Герман Теодор Сиборг, мать — урождённая Сельма Оливия Эрикссон. У Глена была сестра Жаннет, которая родилась в 1914 году. В семье Сиборга говорили по-шведски, и он научился разговаривать на нём раньше, чем на английском.
Когда Глену было десять лет, семья Сиборгов переехала в посёлок Хоум-Гарденс, который впоследствии вошёл в город Саут-Гейт неподалёку от Лос-Анджелеса (штат Калифорния). Примерно в то же время он изменил первоначальное написание своего имени (с одним «н») на «Гленн» (Glenn).
В юности Сиборг был азартным спортивным болельщиком и заядлым киноманом. Его мама хотела, чтобы он стал бухгалтером, так как ей казалось, что его литературные интересы нецелесообразны. В начальной школе мальчик не проявлял особого интереса к наукам. Все изменилось в средней школе, когда Сиборг познакомился с Дуайтом Логаном Ридом, преподавателем химии и физики в средней школе имени Дэвида Старра Джордана в одном из районов Лос-Анджелеса под названием Ваттс. Во время учёбы в школе Сиборг копил деньги на образование в университете, подрабатывая грузчиком, сельскохозяйственным рабочим, ассистентом в лаборатории компании по производству каучука Firestone и помощником линотиписта.
В 1929 году Сиборг окончил школу имени Джордана одним из лучших учеников класса, а на выпускном вечере выступал с речью от имени своего класса.

### Университет
В 1934 году Сиборг окончил университет в Лос-Анджелесе. Получив степень бакалавра, он перешёл в Калифорнийский университет в Беркли. Там занимался ядерной химией под руководством химика Гилберта Ньютона Льюиса. За работу на тему: «Взаимодействие быстрых нейтронов со свинцом» в 1937 году ему была присуждена докторская степень (Ph.D.) в области химических наук.
Сиборг был членом братства студентов-химиков Альфа Хи Сигма. Будучи аспирантом, в 1930-х годах Сиборг занимался мокрой химией совместно с научным руководителем Г. Льюисом, и опубликовал с ним три работы по теории кислот и оснований. В 1939 году Сиборг прочитал книгу «Прикладная радиохимия», написанную Отто Ганом из Химического института имени кайзера Вильгельма в Берлине, которая вдохновила его на продолжение исследований в области поиска трансурановых элементов — таких, у которых ядро атома тяжелее ядра атома урана, являющегося последним в периодической таблице Менделеева на тот момент. В течение нескольких лет Сиборг провёл важные исследования по искусственной радиоактивности, используя циклотрон Лоуренса в Беркли. Во время проведения экспериментов с циклотроном Сиборг узнал, что опубликована статья об открытии деления ядер. Этот факт одновременно обрадовал его и огорчил, ведь его собственные исследования могли бы привести его к тем же открытиям.
Сиборг также работал в Беркли в паре с Робертом Оппенгеймером. Оппенгеймер временами обескураживал своего молодого коллегу: он часто отвечал на вопросы напарника раньше, чем тот их задавал. Кроме того, нередко ответ на вопрос был более глубоким, чем требовалось, но имел мало практической помощи. Однако Сиборг научился формулировать свои вопросы к Оппенгеймеру так, чтобы ответ на них был скор и лаконичен.
После защиты докторской диссертации Сиборг остался в Калифорнийском университете для пост-докторских исследований. Он руководствовался работами Фредерика Содди по исследованию изотопов и открыл более 100 изотопов элементов. С помощью одного из передовых циклотронов Лоуренса, Джон Ливингуд, Фред Фейрбразер, и Сиборг создали новый изотоп железа, железо-59 (Fe-59) в 1937 году. Железо-59 использовалось в исследованиях гемоглобина в крови человека. В 1938 году, Ливингуд и Сиборг объединились (и работали совместно в течение пяти лет) для создания важного изотопа йода-131 (I-131), который до сих пор используется для лечения заболеваний щитовидной железы. (Много лет спустя он был использован для продления жизни матери Гленна.) В результате этих и других открытий, Сиборг считается новатором в области ядерной медицины и является одним из самых успешных исследователей изотопов.
Оставшись работать в Калифорнийском университете, в 1939 году Сиборг начал преподавательскую деятельность, в 1941 году получил звание ассистирующего профессора, в 1945 году — профессора. В 1958—1961 годах был ректором (англ. Chancellor) университета.

## Научные исследования

### Исследования в области нептуния-239 и плутония-239

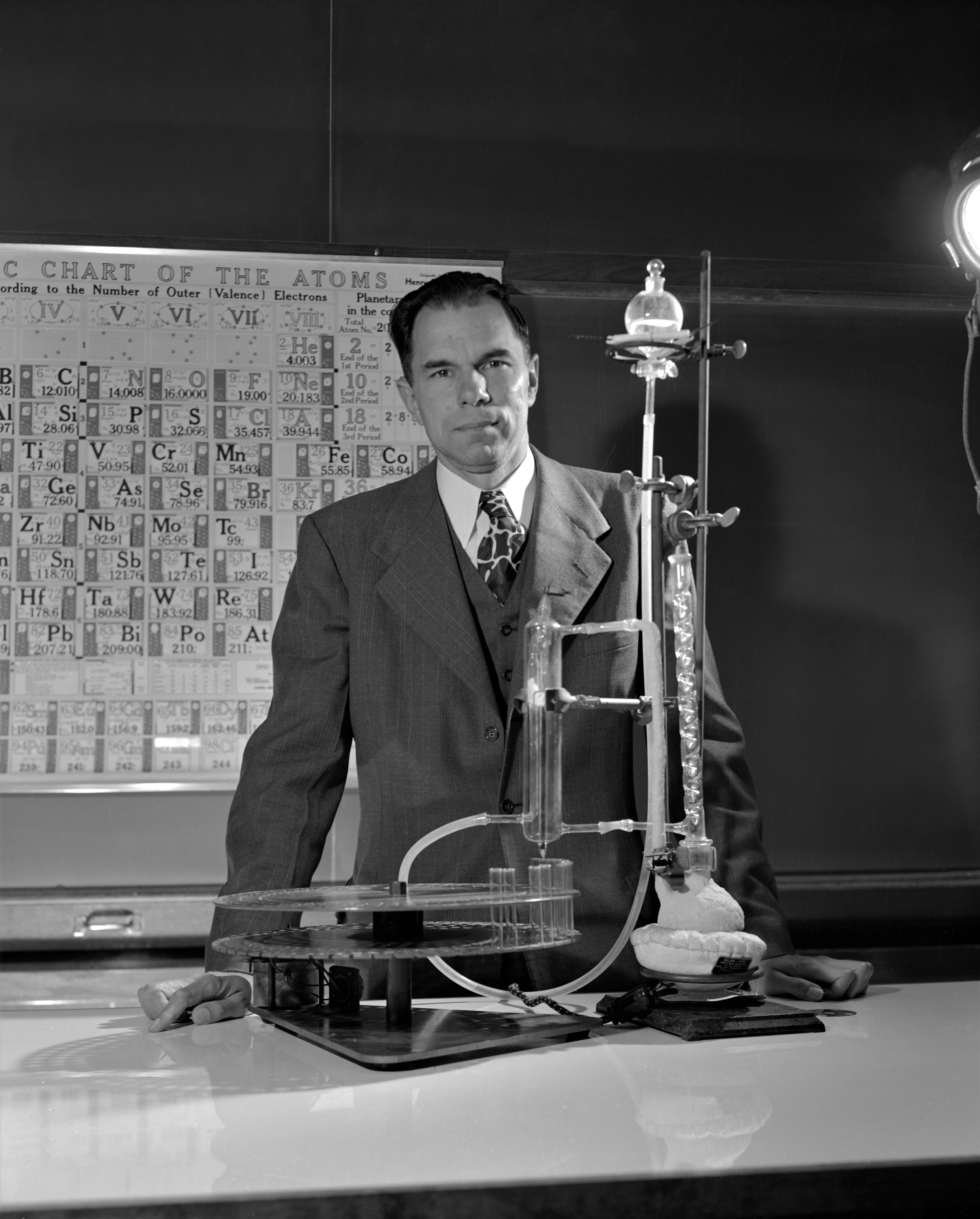
Сиборг в своей лаборатории

В 1940 году Эдвин М. Макмиллан, являвшийся коллегой Сиборга в Калифорнийском университете Беркли, проводил эксперименты на циклотроне, имевшемся в радиационной лаборатории Лоуренса, по бомбардированию урановой мишени нейтронами. Макмиллан заметил, что часть облучённых атомов урана подвергалась расщеплению, а часть захватывала нейтроны. Те ядра, которые захватывали нейтроны, подвергаясь бета-распаду, повышали свой атомный номер с 92 до 93 и образовывали новый элемент. Этот новый элемент получил название нептуний — так как планета Нептун является следующей планетой после Урана. В ноябре того же года Макмиллан был вынужден временно оставить Беркли, чтобы помочь с неотложными исследованиями в области радиолокационной техники. Поскольку Сиборг и его коллеги усовершенствовали окислительно-восстановительный метод Макмиллана для выделения нептуния, Глен спросил у Эдвина разрешение продолжить его исследования в области нептуния и поиск 94-го элемента. Макмиллан согласился на сотрудничество. В процессе исследований Сиборг впервые обнаружил, что альфа-частицы, образующиеся в процессе радиоактивного распада, пропорциональны только доле нептуния. Первая гипотеза о накоплении альфа-частиц возникла при исследовании образца загрязнённого урана, используемого для получения элемента нептуния-239. Особенность эксперимента заключалась в том, что образец испускал альфа-частицы, при этом было известно, что ни радионуклиды урана, ни дочерний нептуний альфа-частицы не испускают. Тогда Сиборг предположил, что ярко выраженный элемент, производящий альфа-частицы, формируется из самого нептуния.
В феврале 1941 года Сиборг, Макмиллан и их коллеги получили плутоний-239 при бомбардировке урана. В своих экспериментах бомбардировки урана с ядрами дейтерия, они наблюдали образование нептуния, 93-го элемента, который подвергался бета-распаду, образуя новый элемент с 94 протонами. Они назвали этот новый элемент плутонием в честь Плутона — крупнейшей карликовой планеты, чья орбита пролегает за орбитой Нептуна. Было обнаружено, что ядерные реакции с плутонием-239 характеризуются выделением большого количества энергии. Таким образом, 28 марта, 1941, Сиборг, физик Эмилио Сегре и химик из Беркли Джозеф У. Кеннеди показали, что плутоний (тогда известный только как элемент 94) не просто радиоактивен, но ещё и обладает огромным количеством энергии, достаточным для создания ядерной бомбы, а это имело важное значение для решений, принимаемых в выборе направления исследований Манхэттенского проекта.

### Научный вклад в ходе Манхэттенского проекта
В 1942 году был учреждён Манхэттенский проект. Для участия в проекте Сиборг взял бессрочный отпуск в Калифорнийском университете и присоединился к группе химиков, работавших в металлургической лаборатории Чикагского университета, где Энрико Ферми и его группа позже смогли провести контролируемую цепную ядерную реакцию превращения урана-238 в плутоний-239. Сиборг руководил отделом, занимавшимся разработкой технологии выделения малых количеств плутония из больших масс урана. Эта задача усложнялась фактом высокого химического сродства между плутонием и ураном. Плутоний-239 был выделен в видимых количествах 20 августа 1942 года, а 10 сентября 1942 года — в весовых количествах в Чикагской лаборатории под руководством Гленна Сиборга. Он предложил многоступенчатую методику концентрирования и выделения плутония, которая в дальнейшем развивалась на машиностроительном заводе имени Клинтона в штате Теннеси, а затем получила серийное применение в Хэнфордском комплексе, штат Вашингтон. Перед испытанием первого ядерного оружия, Сиборг вместе с несколькими другими ведущими учёными подписал петицию, известную как доклад Франка (засекреченную на тот период времени), безуспешно призывая президента Трумэна не использовать атомные бомбы против Японии во время Второй мировой войны. Однако в 1945 году выделенный плутоний был использован в создании атомных бомб, разрушивших Хиросиму и Нагасаки.
Помимо основной работы по выделению плутония, во время работы в Чикаго Сиборг предложил выделить элементы с 89 по 94 в отдельную серию элементов (актиноиды) в периодической таблице Менделеева по аналогии с существующей серией (лантаноиды) и предположил существование, а затем впервые выделил и запатентовал новые элементы этой группы: америций и кюрий. Патент на кюрий никогда не использовался в связи с крайне малым периодом полураспада этого элемента. Однако америций использовался в бытовых дымовых детекторах, что обеспечило Сиборгу хороший источник доходов.

## Педагогическая деятельность
После окончания Второй мировой войны и Манхэттенского проекта, Сиборг вернулся к академической жизни и университетским исследованиям. В 1946 году, помимо профессорской деятельности, возглавляя исследования в области ядерной химии в радиационной лаборатории Лоуренса, стал членом Комиссии по атомной энергии США. Сиборг был избран членом Национальной академии наук в 1948 году.
С 1958 по 1961 год Глен Сиборг был ректором в Университете Калифорнии, Беркли. Срок его полномочий совпал с ослаблением ограничений, вызванных явлением маккартизма в стране и накладываемых на студентов в области самовыражения, которое началось при его предшественнике, Кларке Керре. В октябре 1958 года Сиборг объявил о снятии запретов на политическую деятельность на экспериментальной основе, и запрет на поддержку коммунизма среди студентов был снят. Это открыло путь для Движения за свободу слова 1964—1965 гг.
Сиборг был сторонником проведения спортивных мероприятий с участием университетской команды «Калифорнийские медведи». Комментатор из Сан-Франциско Херб Кан указывал на то, что фамилия Сиборга является анаграммой популярных слов поддержки университетской команды «Вперёд, медведи» (Go Bears = Seaborg). Сиборг был горд тем, что Калифорнийские Медведи выиграли свой первый и единственный Спортивный чемпионат Национальной студенческой ассоциации по баскетболу в 1959 году, в то время как он был ректором. Футбольная команда также победила на турнире и удостоилась играть в чемпионате Rose Bowl в этом году. Он был членом комитета Спортивного факультета в течение нескольких лет и был соавтором книги под названием «Розы из пепла: Распад и возрождение межвузовской лёгкой атлетики на тихоокеанском побережье» (2000), которая описывала основание конференции Pac-12 в 1959 г., в котором Сиборг сыграл определённую роль в восстановлении доверия к студенческому спорту, после скандального расформирования Конференции Тихоокеанского побережья, основные участники которой образовали Спортивную ассоциацию университетов Запада, в котором он сыграл определённую роль в восстановлении доверия к студенческому спорту.
Сиборг также входил в президентский Комитет научных советников при администрации Эйзенхауэра. В рамках комитета он в ноябре 1960 года подготовил доклад «О научном прогрессе, университетах, и федеральном правительстве», также известный как «Отчёт Сиборга», в котором призвал к увеличению федерального финансирования науки. В 1959 году он помог основать в Беркли Лабораторию космических наук во главе с Кларком Керром.

## Общественная и политическая деятельность

### Работа председателем Комиссии по атомной энергии

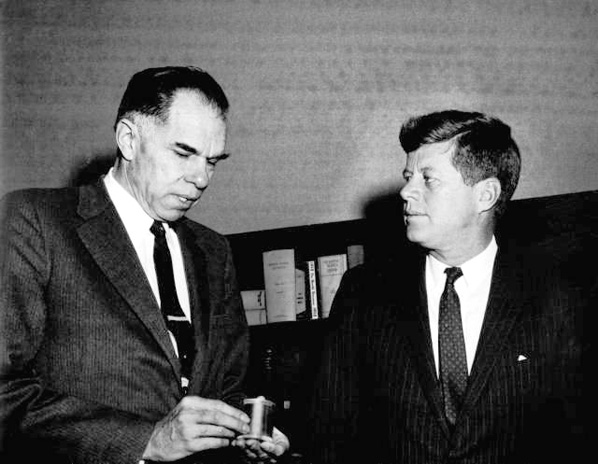
Президент Кеннеди и председатель Комиссии по атомной энергии Гленн Сиборг

С 1961 по 1971 год, назначенный президентом США Джоном Ф. Кеннеди, Сиборг был председателем Комиссии по атомной энергии (AEC).
Его принятие в комиссию избранным президентом Кеннеди было под большим вопросом в конце 1960-х годов, когда члены предвыборной кампании Кеннеди выяснили, что Гленн Сиборг был включён в список «Людей, разделяющих идеи Никсона», однако Сиборг сказал, что всю свою жизнь считал себя демократом и был сбит с толку, когда появилась статья, связывающая его с политикой вице-президента Ричарда Никсона, республиканца, которого он знал разве что в качестве случайного знакомого.
Будучи председателем АЕС, Сиборг участвовал в команде по переговорам о подписании Договора о запрещении испытаний ядерного оружия в атмосфере, космическом пространстве и под водой, в котором США, Великобритания и СССР подписали запрет на все наземные испытательные опыты ядерного оружия. Сиборг считал свой вклад в подписание договора как одно из своих величайших достижений. Несмотря на строгий запрет со стороны Советского Союза на фотосъёмку на церемонии подписания, Сиборг пронёс с собой миниатюрную камеру мимо советской гвардии и сделал фотографию Никиты Хрущёва во время подписания договора.
Сиборг поддерживал тесные отношения с президентом Линдоном Джонсоном и настаивал на развитии Договора о нераспространении ядерного оружия. Сиборг был вызван в Белый дом в первую неделю правления Никсона в январе 1969 года для консультирования президента по поводу его первого дипломатического кризиса с Советским Союзом на тему ядерных испытаний. Он консультировал советника президента Никсона Джона Эрлихмана по поводу еврейского учёного Залмана Шапиро, подозреваемого в утечке ядерных секретов Израилю.
Сиборг опубликовал несколько книг и журнальных статей во время работы в Комиссии по атомной энергии. Он предсказал существование элементов серии трансактинидов (со 104 по 120 порядковый номер) и суперактинидов (со 121 по 157 порядковый номер) в периодической таблице, не синтезированных ранее. Хотя большинство из этих теоретических будущих элементов имеют очень короткий период полураспада и, следовательно, не ожидалось их практическое применение, он также выдвинул гипотезу о существовании стабильных сверхтяжёлых изотопов некоторых элементов и целого острова стабильности.

### Дальнейшая жизнь в Калифорнии

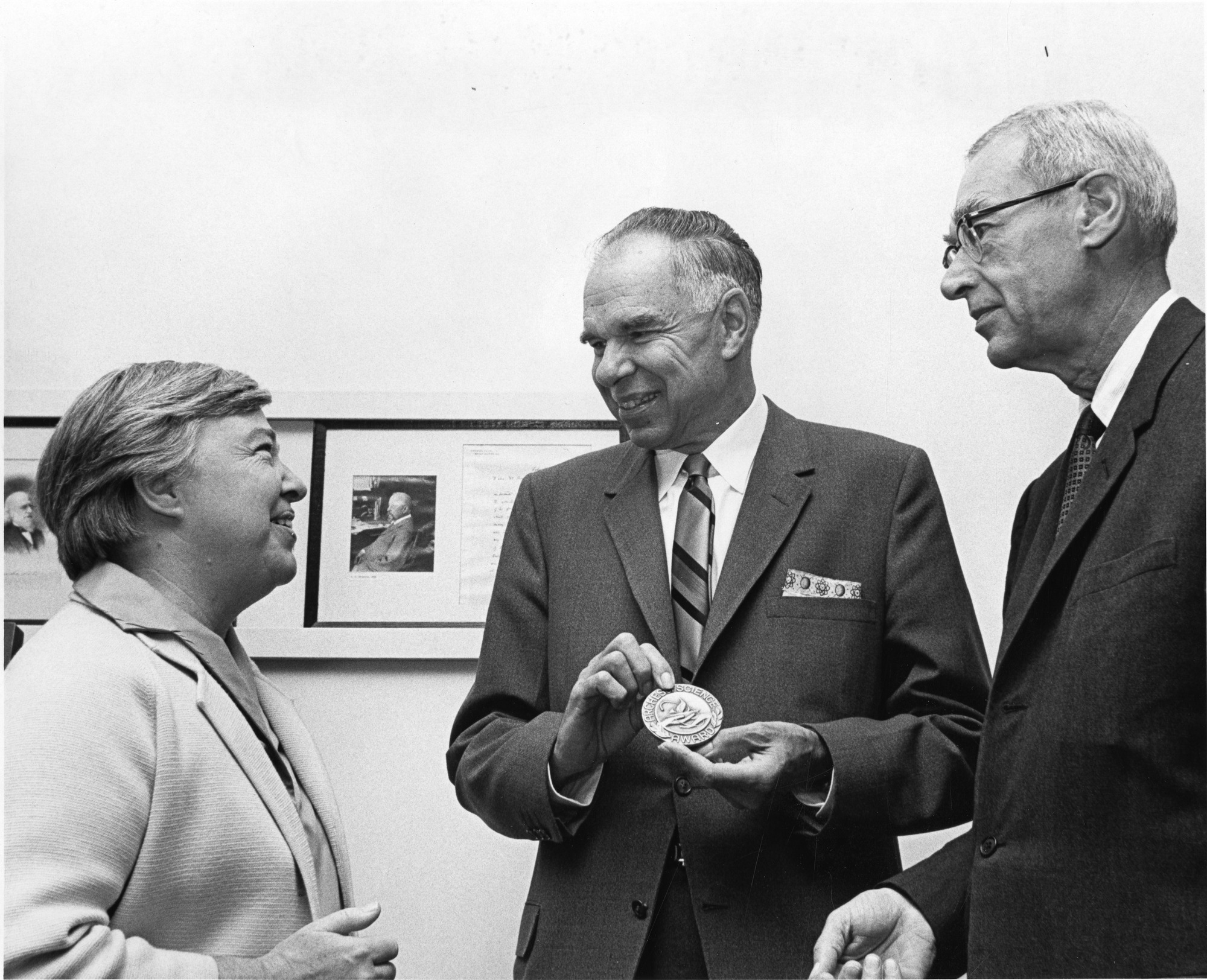
Сиборг с Дикси Ли Рей, 19.09.1968.

После службы в качестве председателя Комиссии по атомной энергии, Сиборг вернулся в Калифорнийский университет Беркли. Он также служил в качестве председателя наук Лоренс Холла, где он стал главным исследователем Великих открытий в математике и естественных науках, работая с директором Жаклин Барбер. Сиборг был президентом Американской ассоциации содействия развитию науки в 1972 году и являлся президентом Американского химического общества в 1976 году.
В 1980 году он получил золото при альфа-распаде висмута, работая в лаборатории Лоуренса в Беркли. Его экспериментальная методика, основанная на ядерной физике, позволяла удалить протоны и нейтроны из атомов висмута. Технология получения Сиборга была слишком дорогостояща, чтобы создать массовое производство золота, однако его работа была близка к получению мифического философского камня.
В 1981 году Сиборг стал одним из основателей Всемирного совета по вопросам культуры.
В 1983 году президент Рональд Рейган назначил Сиборга в Национальную комиссию по вопросам передового опыта в области образования. Комиссия подготовила доклад «Нация в опасности: план реформы образования», который привлёк внимание к образованию, в качестве национального вопроса. Сиборг прожил большую часть своей последующей жизни в Лафейетте, штат Калифорния, где он посвятил себя редактированию и изданию журналов, освещающих начальный этап его карьеры и планы. Он собрал группу учёных, которые критиковали учебную программу в штате Калифорния: они рассматривали её слишком социально ориентированной и недостаточно сосредоточенной на науке. Губернатор Калифорнии Пит Уилсон назначил Сиборга главой комитета, выступающего за внедрение изменений в учебный план научной Калифорнии, несмотря на недовольство трудовых организаций и др.
В 1992 году Сиборг подписал «Предупреждение человечеству».

## Почести и награды
Сиборг был удостоен множеством премий и наград в течение своей жизни. Он даже был занесён в Книгу рекордов Гиннеса как человек с самой длинной записью в серии книг Marquis Who's Who, в которых публикуются краткие биографии знаменитых людей.
В 1947 году Гленн Сиборг вошёл в список «Десяти выдающихся молодых людей в Америке».
В 1997 году в честь Сиборга был назван 106-й элемент периодической таблицы Менделеева — сиборгий.

### Частичный список наград и почётных званий
- Десять выдающихся молодых людей в Америке, 1947.
- Выпускник года, Калифорнийский университет, Беркли, 1948.
- Золотая медаль Джона Эрикссона, Американское общество шведских инженеров, 1948.
- Медаль Николса в области химии, Американское химическое общество, 1948.
- Нобелевская премия по химии, 1951.
- Медаль Джона Скотта, Филадельфия, 1952.
- Медаль Перкина, 1957.
- Премия Энрико Ферми, государственная Комиссия по атомной энергии США, 1959.
- Лекторская премия Эдгара Фахса Смита, Филадельфия, Американское химическое общество, 1960.
- Шведский американец года,1962, совместно с Энн-Маргрет.
- Медаль Франклина, 1963.
- Награда Чарльза Парсонса Латропа, представленная Американским химическим обществом, 1964.
- Премия в области ядерного новаторства, 1971.
- Золотая пластина, академия достижений, 1972.
- Золотая медаль Американского института Химии, 1973.
- Французский орден Почётного легиона, 1973.
- Медаль Пристли, 1979.
- Премия Шведского наследия, 1984.
- Медаль Кларка Керра, 1986.
- Медаль Сиборга, 1987.
- Премия Вэнивара Буша, 1988.
- Национальная научная медаль, 1991.
- Королевский орден Полярной звезды, 1992.
- Премия Джорджа Пиментела в химическом образовании, Американское химическое общество, 1994.
- Почётный ректор, Университет Калифорнии, Беркли.
- Почётный председатель, Комиссия по атомной энергии США.

## Память
Сиборг также известен своим значительным наследием. Память об учёном увековечена в наименовании 106-го элемента периодической таблицы Менделеева, названного сиборгием в его честь.
Сиборг — первый человек, чьё имя занесли в периодическую систему при жизни (вторым стал Ю. Ц. Оганесян, имя которого 28 ноября 2016 года получил элемент оганесон; названия эйнштейний и фермий, предложенные ещё при жизни Эйнштейна и Ферми, не были утверждены и занесены в таблицу до их смерти).
Название упомянутого химического элемента венчает длинный перечень всего, что носит имя Сиборга, включающий учреждения, награды, стипендии, топонимы и даже небесное тело:
- Сиборгий, 106-й элемент таблицы Менделеева
- Центр Гленна Т. Сиборга, Университет Северного Мичигана
- Медаль Сиборга, присуждаемая Калифорнийским университетом в Лос-Анджелесе на кафедре химии и биохимии с 1987 года за значительный вклад в области химии
- Медаль Сиборга, присуждаемая Американским ядерным обществом за исключительные достижения в области ядерной науки и техники
- Премия за разделение актиноидов имени Гленна Т. Сиборга, вручаемая на ежегодной конференции разделения актиноидов.
- Премия Гленна Сиборга в области ядерной химии[нем.], присуждаемая ежегодно Отделением ядерной химии и технологии Американского химического общества
- Институт имени Сиборга, занимающийся изучением влияния радионуклидов на окружающую среду
- Институт имени Сиборга, занимающийся изучением плутония и тяжёлых элементов
- Институт имени Сиборга, занимающийся изучением биоядерной медицины
- Стипендии Сиборга в Национальной лаборатории Лоренса, Беркли
- Премия Сиборга, присуждаемая избранным руководителям 40 студентов
- Премия Сиборга в области ядерной химии
- Научная стипендия Сиборга, учреждённая шведским Советом Америки в 1979 году и присуждаемая студенту, поступившему в один из шести колледжей и университетов, основанных для шведских иммигрантов.
- Стипендия Сиборга, шведский клуб Лос-Анджелеса
- Улица Сиборга, недалеко от Беркли
- Линия Сиборга, Вентура, Калифорния
- Дорога Гленна Сиборга, Департамент энергетики, Герментаун, штат Мэриленд
- Стипендия Сиборга в области ядерной химии, предлагаемая Департаментом США энергетики
- Тропа Сиборга, Брионский региональный парк, рядом с Лафейеттом, штат Калифорния.
- Национальная премия общественного лидерства имени Сиборга, американское общество Туризма.
- Некоммерческий фонд развития космоса имени Сиборга
- Премия Сиборга в области спорта, которой в Калифорнийском университете награждают футболистов, проявивших себя в спорте после окончания школы
- Читальный зал Сиборга в читательском и учебном центра Лафейетта, Калифорния
- Астероид 4856 Сиборг

## Семья
В 1942 году Сиборг женился на Хелен Григгс, секретарше физика Эрнеста Лоуренса. Во времена Манхеттенского проекта Сиборг был вынужден переехать в Чикаго, будучи помолвленным с Хелен. После его возвращения домой, Гленн и Хелен расписались. У них было семеро детей, из которых первый, Питер Гленн Сиборг, умер в 1997 году (его близнец Полетт умер в младенчестве). Остальных зовут Линн Сиборг, Дэвид Сиборг, Стив Сиборг, Эрик Сиборг и Дайан Сиборг.
Сиборг был заядлым туристом. Став председателем Комиссии по атомной энергии в 1961 году, он ежедневно ходил пешком по тропе, ведущей до штаб-квартиры в Германтаун, штат Мэриленд. Он часто приглашал коллег и знакомых прогуляться с ним, и тропа стала известна как «Тропа Гленна Сиборга». Этот путь с тех пор стал частью трассы межстрановой сети Американской Ассоциации пешего туризма. Сиборг и его жена проложили тропу от дома до границы Калифорнии и Невады.
В свободное время учёный любил играть в гольф, читать и работать в саду.
Сиборг был избран иностранным членом Королевской шведской академии наук в 1972 году и иностранным членом Королевского общества в Лондоне в 1985 году. Он был признан шведо-американцем Года в 1962 г.
Сиборг поддерживал связь со шведскими корнями. Он часто посещал Швецию, а все члены его семьи были членами шведского родословного общества, семейной ассоциации, открытой для каждого потомка семьи шведов, шведской семьи с немецким происхождением, из которой Сиборг и происходил со стороны его матери.
24 августа 1998 года, находясь в Бостоне на заседании Американского химического общества, Сиборг перенёс инсульт, что привело его к смерти полгода спустя, 25 февраля 1999 года в своём доме в Лафейетте.

## Основные труды
Сиборг является автором или соавтором 25 монографий и более 550 публикаций.
- Катц Дж. Дж., Сиборг Г. Актиниды / Пер. с англ. Ю. В. Гагарунского, Е. М. Центера; под ред. А. В. Николаева. — М: Иностранная литература, 1955.
- Катц Дж. Дж., Гленн Т. Сиборг Г. Химия актинидных элементов / Пер. с англ. В. Б. Дебова, В. Н. Косякова, А. Г. Рикова; под ред. Г. Н. Яковлева. — М: Атомиздат, 1960.
- Сиборг Г., Валенс Э. Элементы Вселенной / Пер. с англ. И. М. Бекерман, С. С. Родин; под ред. А. П. Воноградова. — M: Наука, 1962.
- Хайд Е., Сиборг Г. Трансурановые элементы / Пер. с англ. В. А. Карнаухова; под ред. Я. А. Смородинского. — M: Иностранная литература, 1959.
- Сиборг Г. Техногенные трансурановые элементы / Пер. с англ. С. С. Родин, В. М. Сахаров; под ред. А. К. Лаврухин. — М: Атомиздат, 1965.
- Хайд Е., Перлман И., Сиборг Г. Ядерные свойства тяжёлых элементов. В 5 т. / Пер. с англ. В. И. Кузнецов, Е. В. Лобанов; под ред. Г. Н. Флерова. — M: Атомиздат, 1967.
- Сиборг Г., Корлисс В. Человек и Атом / Пер. с англ. И. Г. Почиталин, В. Ф. Кулешова; под ред. М. Д. Миллионщиков. — М: Мир, 1973.
- Glenn T. Seaborg, Joseph J. Katz, and Winston M. Manning. The Transuranium Elements: Research Papers. Vol. 14B, Parts I and II. New York: McGraw-Hill Book Co., Inc., 1949
- Glenn T. Seaborg and Leonard I. Katzin. Production and Separation of U-233. Oak Ridge, Tennessee: U.S. Atomic Energy Commission (TID-5222, clothbound and paperback), 1951
- W.N. Lipscomb, P.R. O’Connor, and G.T. Seaborg. Comprehensive Inorganic Chemistry. Volume I. New York: D. Van Nostrand Co., Inc., 1953
- Glenn T. Seaborg. The Transuranium Elements: 1957 Silliman Lectures, Yale University. New Haven, Connecticut: Yale University Press, 1958
- Glenn T. Seaborg and Daniel M. Wilkes. Education and the Atom. New York: McGraw-Hill Book Company, Inc., 1964
- Isidor I. Rabi, Robert Serber, Victor F. Weisskopf, Abraham Pais, and Glenn T. Seaborg. Oppenheimer. New York: Charles Scribner’s Sons, 1969
- Glenn T. Seaborg. Nuclear Milestones. San Francisco: W.H. Freeman and Company, 1972
- Glenn T. Seaborg. Transuranium Elements — Products of Modern Alchemy. Stroudsburg, Pennsylvania: Dowden, Hutchinson & Ross, Inc., 1978
- Glenn T. Seaborg. Beyond Normalization — Report of the UNA-USA National Policy Panel to Study U.S.-China Relations. New York: United Nations Association of the United States of America, July 1979.
- Glenn T. Seaborg with Benjamin S. Loeb. Kennedy, Khrushchev, and the Test Ban. Berkeley, California: University of California Press, December 1981
- Glenn T. Seaborg and Walter Loveland. Nuclear Chemistry. Stroudsburg, Pennsylvania: Hutchinson Ross Publishing Company, 1982
- J.J. Katz, G.T. Seaborg and L.R. Morss. The Chemistry of the Actinide Elements, 2nd Edition. Vols. l and 2. New York, London: Chapman and Hall, 1986
- Glenn T. Seaborg with Benjamin S. Loeb. Stemming the Tide: Arms Control in the Johnson Years. Lexington, Massachusetts: Lexington Books, 1987.
- Glenn T. Seaborg and Walter D. Loveland. Elements Beyond Uranium. New York: John Wiley & Sons, Inc., 1990.
- Glenn T. Seaborg with Benjamin S. Loeb. The Atomic Energy Commission Under Nixon: Adjusting to Troubled Times. New York: St. Martin’s Press, 1993
- Glenn T. Seaborg with Ray C. Colvig. Chancellor at Berkeley. Berkeley, California: University of California, Institute of Governmental Studies Press, 1994.
- Glenn T. Seaborg. Modern Alchemy: The Selected Papers of Glenn T. Seaborg. Singapore: World Scientific Publishing Co. Pte. Ltd., 1994.
- Glenn T. Seaborg. A Scientist Speaks Out: A Personal Perspective on Science, Society and Change. Singapore: World Scientific Publishing Co. Pte. Ltd., 1996